# ステファニア・ダッリーニャ
ステファニア・ダッリーニャ（Stefania Dall'Igna、女性、1984年11月22日 - ）は、イタリアの元バレーボール選手。現役時代のポジションはセッター。元イタリア代表。

## 来歴
- クラブチーム

ブスト・アルシーツィオ出身。2000年、当時セリエA2のBrums Busto Arsizioに入団。2002年、ヴィチェンツァ・バレーへ移籍。2005/06、2006/07シーズンのセリエA1リーグでは7位となったが、2008/09シーズンをもってチームを退団。2009年7月、Pieralisi Jesiと契約し、2009/10シーズンのセリエA1リーグでチームは4位となった。2010/11シーズンから2年間はRiver Volleyでプレーし、2011/12シーズンのリーグで3位となった。2012/13シーズンはRobur Tiboni Urbino Volleyでプレーした。2013年9月、フランスのBéziers Volleyへの移籍が発表され、2013/14シーズンのフランスリーグではチームを3位へ導き、欧州チャンピオンズリーグに出場した。2015年、当時セリエA2のモンツァへ移籍し、2015/16シーズンのセリエA2準優勝を果たし、翌年のリーグからセリエA1参戦となるチームの主将を務めた。2017年6月、再びUnet E-Work Busto Arsizioでプレーすることが発表され、2017/18シーズンのイタリアセリエA1で4位となった。2018/19シーズンはセリエA2のVolley Orgianoでプレーした。2019年8月、セリエB1のPallavolo Lecco Alberto Piccoへの移籍が発表され、2年間プレーした。2021年に現役を引退した。
- 代表チーム

2006年、シニアのイタリア代表に初選出され、同年のワールドグランプリでは銅メダルを獲得した。また、セカンドセッターとして世界選手権にも出場した。2007年、ワールドグランプリに出場し銅メダルを獲得した。

## 球歴
- 世界選手権 - 2006年
- ワールドグランプリ - 2006年、2007年

## 所属クラブ
- Brums Busto Arsizio（2000-2001年）
- ヴィチェンツァ・バレー（2002-2003、2005-2009年）
- Pieralisi Jesi（2009-2010年）
- River Volley（2010-2012年）
- Robur Tiboni Urbino Volley（2012-2013年）
- Béziers Volley（2013-2015年）
- Saugella Team Monza（2015-2017年）
- Unet E-Work Busto Arsizio（2017-2018年）
- Volley Orgiano（2018-2019年）
- Pallavolo Lecco Alberto Picco（2019-2021年）